# Codici maya

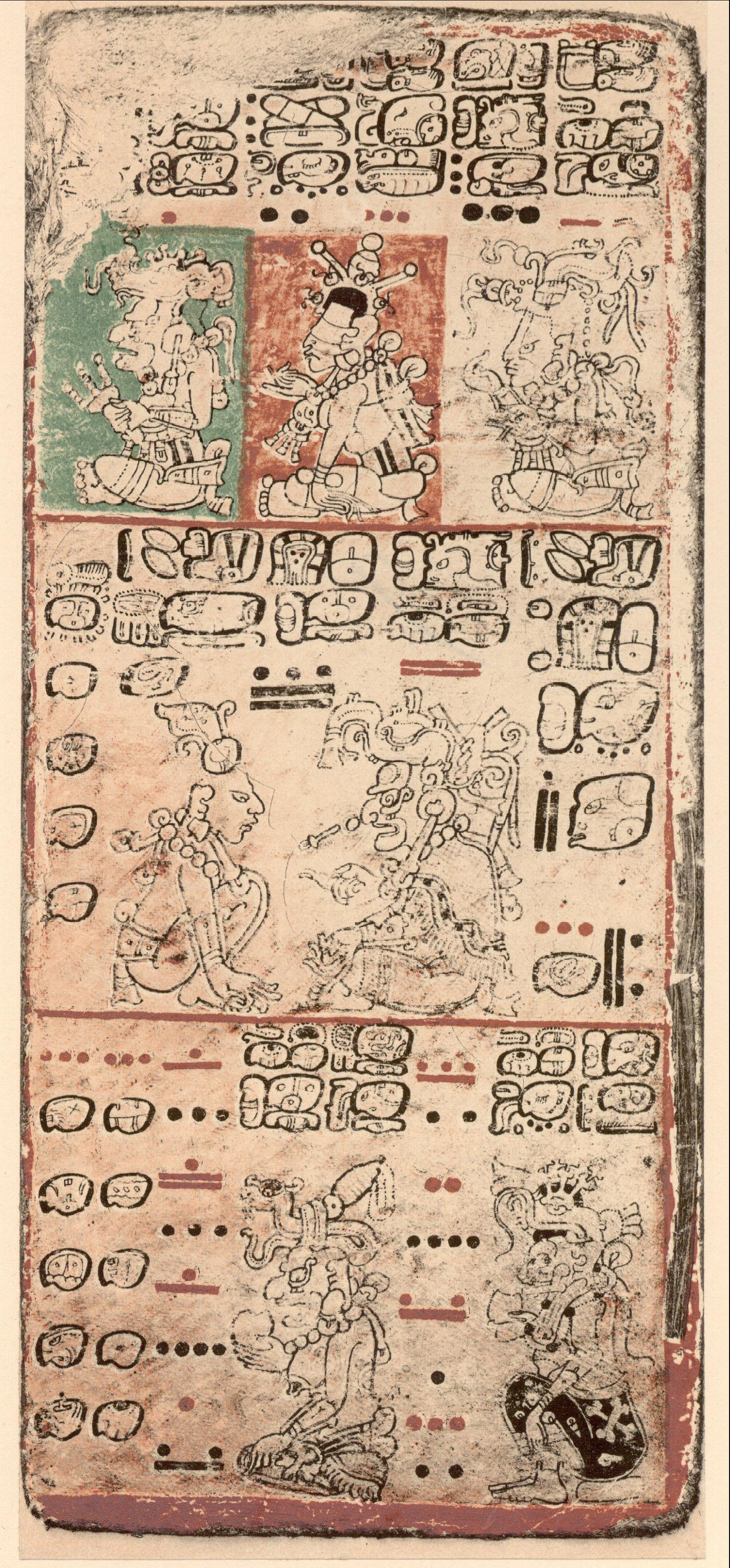
Pagina 9 del codice di Dresda (tratta dall'edizione Förstemann del 1880)

I codici maya sono libri pieghevoli della civiltà precolombiana Maya, scritti in geroglifici maya su stoffa di corteccia mesoamericana, realizzata con la corteccia interna di certi alberi, tra cui il fico selvatico o l'amate (ficus glabrata). La carta, nota generalmente col termine nahuatl amatl, fu chiamata dai Maya huun. Questi libri sono il prodotto di scribi professionisti che lavorarono sotto la protezione di divinità quali il Dio della Raccolta del Mais e la Scimmia urlatrice. I Maya svilupparono la loro carta huun attorno al V secolo, che è quasi il periodo in cui i codici presero il posto dei rotoli nel mondo romano. La carta Maya era più resistente ed era una migliore superficie di scrittura rispetto al papiro. I codici prendono il nome dalle città in cui finirono. Il Codice di Dresda viene solitamente considerato il più importante dei pochi sopravvissuti.

## Contesto storico
Esistevano numerosi libri al tempo della conquista spagnola dello Yucatán, nel XVI secolo, ma furono distrutti in massa poco dopo da conquistador e sacerdoti. In particolare, tutti quelli dello Yucatán furono fatti distruggere dal vescovo Diego de Landa nel luglio del 1562. Questi codici erano le principali fonti di informazioni sulla civiltà Maya, assieme alle numerose epigrafie sui monumenti di pietra e sulle stele sopravvissute. Gli argomenti trattati coprivano probabilmente molti più campi rispetto a quelli delle sole iscrizioni su pietra, ed erano più simili a quanto ritrovato sulle ceramiche dipinte (il cosiddetto 'codice ceramica'). Alonso de Zorita scrisse che nel 1540 vide molti di questi libri sulle alture guatemalteche che "...ripercorrevano la loro storia all'indietro per oltre 800 anni, e furono letti per me da indiani molto vecchi". Fra' Bartolomé de las Casas si lamentò del fatto che questi libri, quando venivano trovati, venivano subito distrutti: "Questi libri erano visti dal nostro clero, ed anch'io vidi parte di quelli che furono bruciati dai monaci, apparentemente perché pensavano che potessero danneggiare gli indiani in materia di religione, dato che in quel periodo si dava inizio alla loro conversione". Gli ultimi codici distrutti furono quelli di Tayasal, in Guatemala, nel 1697, ultima città conquistata in America. Con la loro distruzione, abbiamo perso buona parte della possibilità di conoscere la civiltà Maya.
Esistono solo tre codici la cui autenticità è indubbia. Si tratta di:
- Il Codice di Madrid, noto anche come Codice Tro-Cortesianus;
- Il Codice di Dresda, noto anche come Codice Dresdensis;[3]
- Il Codice di Parigi, noto anche come Codice Peresianus.

L'autenticità del cosiddetto Codice Grolier, noto anche come il Frammento di Grolier, è in discussione.

## Codice di Dresda
Il Codice di Dresda, (Codex Dresdensis) è conservato presso la Sächsische Landesbibliothek (SLUB), la biblioteca statale di Dresda, in Germania. È il più elaborato dei codici, ed è anche un'importante opera d'arte. Molte parti trattano dei rituali (compresi i cosiddetti 'almanacchi'), altri sono di natura astrologica (eclissi, cicli di Venere). Il codice è scritto su un lungo foglio di carta ripiegato per formare un libro di 39 fogli, scritti su entrambi i lati. Fu probabilmente scritto poco prima della conquista spagnola. In qualche modo giunse in Europa e fu acquistato dalla biblioteca reale della corte di Sassonia a Dresda nel 1739. L'unica perfetta copia, comprensiva di huun e creata da un artista tedesco, è esposta presso il Museo Nacional de Arqueología di Città del Guatemala dall'ottobre 2007.

### Ciclo di Venere
Il ciclo di Venere era un calendario importante per i Maya, e nel codice di Dresda si trovano molte informazioni al riguardo. Le corti Maya utilizzavano abili astronomi i quali calcolavano il ciclo di Venere con straordinaria accuratezza. Il codice di Dresda contiene sei pagine dedicate al calcolo della posizione di Venere. I Maya furono in grado di raggiungere questa precisione grazie ad attente osservazioni protrattesi per molti secoli. Il ciclo di Venere era importante soprattutto perché i Maya credevano che fosse associato alla guerra, e lo utilizzavano per calcolare il momento esatto in cui incoronare un nuovo re o dichiarare guerra. I re Maya facevano coincidere lo scoppio di nuove guerre con il sorgere di Venere. I Maya tracciarono anche il movimento di altri pianeti, tra cui Marte, Mercurio e Giove.

## Codice di Madrid
Nonostante sia meno valido come opera d'arte, il codice di Madrid (Codex Tro-Cortesianus) è ancora più completo di quello di Dresda, ed è il prodotto di un unico scriba. Questo codice fu probabilmente scritto dopo l'arrivo degli spagnoli, ed era il risultato della fusione di testo e immagini provenienti da varie fonti. Si trova nel Museo de América a Madrid, in Spagna, dove potrebbe essere stato portato dallo stesso Hernán Cortés. È composto da 112 pagine, divise in due sezioni separate, note come Codice Troano e Codice Cortesianus. Furono riunite nel 1888. Il luogo di provenienza di questo codice è stato ipotizzato essere Tayasal, ultima città Maya conquistata nel 1697.

## Codice di Parigi
Il codice di Parigi (noto anche come Codex Peresianus) contiene profezie ed uno zodiaco Maya, ed è quindi similare ai libri di Chilam Balam. Il codice apparve la prima volta nel 1832, come acquisto della Bibliothèque Impériale francese (in seguito diventata Biblioteca nazionale di Francia) a Parigi. Tre anni dopo fu creata per Lord Kingsborough la prima riproduzione, opera dell'artista lombardo Agostino Aglio. L'opera originaria è andata perduta nel frattempo, ma una copia è tuttora esistente tra le opere inedite di Kingsborough, conservate nella Newberry Library di Chicago.
Nonostante sia stato spesso citato nei successivi 25 anni, la sua definitiva riscoperta è da attribuire all'orientalista francese León de Rosny, che nel 1859 recuperò il codice da un cestino di vecchie carte riposte nell'angolo di un camino presso la Bibliothèque nationale, dove era stato apparentemente dimenticato. Come risultato, era in condizioni davvero misere. Fu trovato avvolto in una carta con sopra scritto Pérez, forse un riferimento al Jose Pérez che pubblicò due brevi descrizioni dell'allora anonimo codice nel 1859. Inizialmente De Rosny lo chiamò Codex Peresianus ("Codice Pérez") a causa del nome sull'involucro, ma nel tempo divenne famoso come Codice di Parigi. De Rosny ne pubblicò un'edizione facsimile nel 1864. È tuttora di proprietà della Bibliothèque nationale.

## Codice Grolier
Mentre gli altri tre codici sono noti agli studiosi fin dal XIX secolo, il codice Grolier fece la sua apparizione solo negli anni settanta. Il codice, che si dice essere stato trovato in una grotta, è in realtà un frammento composto da 11 pagine. Si trova in un museo messicano, ma non è esposto al pubblico, anche se foto scannerizzate sono disponibili sul web. Ognuna delle pagine mostra un eroe o un dio, girati verso sinistra. In cima ad ogni pagina si trova un numero, ed in basso a destra quella che sembra essere una lista di date. La qualità dell'opera umana è particolarmente scarsa. Le pagine sono molto meno dettagliate degli altri codici, e difficilmente forniscono informazioni che non sono già presenti nel codice di Dresda. L'utilità scientifica di questo artefatto è prossima allo zero. Pur essendo stato accusato di essere un falso, ricercatori guidati da Stephen Houston, della Brown University di Providence, non solo ne hanno confermato l'autenticità, ma hanno anche concluso che probabilmente si tratta del più antico di tutti i manoscritti arrivati a noi dell'America antica (A convincere i ricercatori dell'autenticità del codice sono stati l'analisi della carta che risale al 13simo secolo, i disegni in sottili linee rosse e i pigmenti blu, oltre al fatto che se il manoscritto fosse un falso fatto nel 20simo secolo, l'autore avrebbe dovuto intuire l'esistenza di divinità Maya che non erano state scoperte nel 1964, rappresentarle in modo perfetto e indovinare come i Maya creavano il blu, che è stato possibile riprodurre in laboratorio solo negli anni '80).  [ANSA 08 settembre 2016, 17:25]

## Altri codici Maya
Data la rarità e l'importanza di questi libri, ogni voce che riguardi nuovi ritrovamenti suscita interesse. Gli scavi archeologici di siti Maya hanno portato alla luce numerosi scritti rettangolari di intonaco e pittura, comuni nelle tombe dei nobili. Queste opere sono i resti dei codici, scritti con materiale organico che nel frattempo è marcito. Pochi di loro si sono conservati, e vengono oggi mantenuti nella speranza che nuove tecniche sviluppate dagli archeologi delle future generazioni permettano di ricavarne informazioni. I più antichi codici Maya conosciuti sono stati trovati dagli archeologi come offerte mortuarie nelle tombe scavate ad Uaxactún, Guaytán in San Agustín Acasaguastlán, e Nebaj nel Dipartimento di Quiché, Guatemala, ad Altún Ha in Belize ed a Copán in Honduras. I sei esemplari di libri Maya sono databili all'inizio del periodo classico (Uaxactún e Altun Ha), al tardo classico (Nebaj, Copán) ed all'inizio del postclassico (Guaytán) e, sfortunatamente, sono stati tutti rovinati dalla pressione e dall'umidità nel corso degli anni, eliminando il materiale organico e rendendo impossibile l'apertura dei sottili fogli, o riducendoli in piccoli pezzi. Il risultato è che non sarà mai possibile leggerli.

## Contraffazioni
Dall'inizio del XX secolo, sono state prodotte contraffazioni di varia qualità. I collezionisti d'arte hanno spesso generato profitti per i falsari. Due codici falsi creati all'inizio del XX secolo si trovano nella collezione di William Randolph Hearst. Anche se i codici falsi hanno raramente ingannato gli studiosi seri, il cosiddetto 'codice Grolier' potrebbe essere un'eccezione. La sua carta sembra essere antica, ma famosi studiosi Maya quali John Thompson, Claude Baudez, e Susan Milbrath hanno concluso che immagini e glifi sono dei falsi. Per farlo hanno fatto notare una serie di inconsistenze ed errori, ponendo l'accento sull'improbabilità storico-artistica e sull'inutilità per scopi astronomici o divinatori. Nonostante le loro argomentazioni non siano mai state ufficialmente contraddette, non esiste l'unanimità tra gli studiosi (2012).